# Joao Grimaldo
Joao Alberto Grimaldo Ubidia (Rímac, Lima, 20 de febrero de 2003) es un futbolista peruano. Juega como extremo y su equipo actual es Riga F. C. de la Virslīga. Es internacional con la selección de fútbol del Perú desde el 12 de septiembre de 2023.
Grimaldo comenzó su carrera en las divisiones inferiores del Sporting Cristal, uno de los clubes más prestigiosos de Perú. Desde su debut en 2020, Grimaldo ha sido un jugador regular en el primer equipo de Sporting Cristal, donde, ha ganado una liga peruana y la Copa Bicentenario. Ha participado en competiciones nacionales e internacionales, incluyendo la Copa Libertadores y la Copa Sudamericana.
Es conocido por su velocidad, habilidad en el regate uno contra uno y su capacidad para crear oportunidades de gol tanto para él como para sus compañeros. En su momento, fue visto como uno de los jóvenes talentos con mayor proyección del fútbol peruano.

## Biografía

### Inicios
Grimaldo nació el 20 de febrero de 2003 en Rímac, Lima, Perú. Desde niño se inclinó a la práctica del fútbol ofensivo y se formó en la Academia Cantolao disputando la Copa de la Amistad del año 2015 y permaneció en el plantel hasta que cumplió los 12 años, edad en la que el Esther Grande de Bentín pudo ficharlo. Luego de estudiar en el colegio San Andrés obtuvo una beca escolar en el colegio María Reina del Cielo School y allí fue donde culminó sus estudios secundarios.
Tras ser clave en diversos encuentros de las distintas competiciones quedó en la mira de los directivos del Sporting Cristal quienes compran su ficha en el 2016. En las divisiones menores, obtuvo el Torneo Centenario Sub-15 2018 y la Copa Generación sub-18 en su última temporada con la reserva.

### Perfil de jugador
Es un creador de juego polivalente que generalmente juega en un rol libre, ya sea como mediocampista ofensivo detrás de los delanteros o como segunda punta en una doble delantera. Es conocido por su capacidad de visión, regate, creatividad, control y recuperación del balón. Además, posee una notable capacidad para regatear a los defensores y gran precisión en los tiros cercanos a portería desde los extremos. Si bien es principalmente un creador de juego estratégico, Grimaldo también es conocido por su habilidad para rematar y anotar goles.

## Trayectoria

### Sporting Cristal

#### Temporada de debut
El 20 de enero del 2020 jugó su primer partido en un amistoso contra Independiente del Valle, donde realizó una asistencia.
Su debut en el torneo se produjo el 28 de noviembre de 2020, a los 17 años de edad, por un partido del Campeonato Nacional, oportunidad en que su equipo enfrentaba a Cantolao. El entrenador del equipo, Roberto Mosquera ordenó su ingreso con la camiseta número 33, como reemplazante de Washington Corozo a los veinte minutos del segundo tiempo.

#### Consolidación en el primer equipo
En 2021, se consolidó en la alineación titular del equipo, e hizo una buena temporada para La Celeste, jugando 27 partidos y anotando un gol. Durante un partido contra Racing por la Copa Libertadores entró en la alineación titular. Sin embargo, los rimenses perdieron por 2 a 0. No obstante, Cristal tuvo un excelente rendimiento en las copas domésticas, ya que el 30 de mayo ganó la Fase 1 frente a la Universidad San Martín por 2 a 0 con goles de Hohberg y Riquelme. Al mes siguiente, el 25 de junio, convirtió su primer gol en un partido frente al Ayacucho. El 27 del siguiente mes ganó la Copa Bicentenario, frente al Carlos Mannucci, siendo el autor de un gol en el torneo. 
Para inicios de 2022, Joao se perfilaba para ser uno de los incluidos en el primer equipo. Durante la Liga 1 2022, su promedio goleador incrementó considerablemente, pasando de 0.09 del año pasado a 0.38 durante el actual campeonato. La semifinal de la Liga fue disputada contra el Melgar, los días 2 y 6 de noviembre. Melgar clasificó a la final por el global de 4 a 0. Al final de la temporada, en la que Cristal acabó 3° en el campeonato nacional, Grimaldo acabó marcando un total de 4 goles en 25 partidos disputados.

## Selección nacional

### Selecciones juveniles
Inició su participación en la selección peruana con la categoría sub-17, en la cual disputó nueve encuentros. Entre 2019 y 2020 alternó entre las selecciones sub-17 y sub-18. El 12 de diciembre de 2020, cuando militaba en el Sporting Cristal debutó con la selección sub-20 en un encuentro amistoso ante Chile que finalizó con marcador de 1-2 a favor de los chilenos.

#### Participación en Campeonatos Sudamericanos
| Torneo                      | Sede | Resultado    |
| --------------------------- | ---- | ------------ |
| Sudamericano Sub-17 de 2019 | Perú | Quinto lugar |

### Selección absoluta
Con la selección absoluta debutó el 12 de setiembre de 2023, en un encuentro válido por las eliminatorias para la Copa Mundial de Fútbol de 2026 ante la selección de Brasil que finalizó con marcador de 0-1 de local, el entrenador Reynoso convocó a la joven promesa de la ofensiva peruana con solo 20 años, Grimaldo estuvo ágil y seguro ante los brasileños.

#### Participaciones en Copas América
| Torneo            | Sede           | Resultado      | Partidos | Goles |
| ----------------- | -------------- | -------------- | -------- | ----- |
| Copa América 2024 | Estados Unidos | Fase de grupos | 1        | 0     |

#### Participaciones en Clasificatorias a Copas del Mundo
| Eliminatorias                 | Sede       | Resultado  | Partidos | Goles |
| ----------------------------- | ---------- | ---------- | -------- | ----- |
| Eliminatorias Mundial de 2026 | Sudamérica | En Disputa | 4        | 0     |
| Total                         | Total      | Total      | 4        | 0     |

### Goles internacionales
| #  | Fecha      | Ciudad | Oponente  | Marcador  | Resultado | Competición | Goles |
| -- | ---------- | ------ | --------- | --------- | --------- | ----------- | ----- |
| 1. | 22-03-2024 | Lima   | Nicaragua | 1:0 (2:0) | Victoria  | Amistoso    |       |

## Estadísticas

### Clubes
Actualizado al último partido disputado el 1 de julio de 2025.
| Club                    | Div.          | Temporada     | Liga  | Liga  | Liga   | Copas nacionales | Copas nacionales | Copas nacionales | Copas internacionales | Copas internacionales | Copas internacionales | Total | Total | Total  | Media goleadora |
| Club                    | Div.          | Temporada     | Part. | Goles | Asist. | Part.            | Goles            | Asist.           | Part.                 | Goles                 | Asist.                | Part. | Goles | Asist. | Media goleadora |
| ----------------------- | ------------- | ------------- | ----- | ----- | ------ | ---------------- | ---------------- | ---------------- | --------------------- | --------------------- | --------------------- | ----- | ----- | ------ | --------------- |
| Sporting Cristal · Perú | 1.ª           | 2020          | 1     | 0     | 0      | —                | —                | —                | —                     | —                     | —                     | 1     | 0     | 0      | 0               |
| Sporting Cristal · Perú | 1.ª           | 2021          | 16    | 0     | 1      | 4                | 1                | 0                | 7                     | 0                     | 0                     | 27    | 1     | 1      | 0.04            |
| Sporting Cristal · Perú | 1.ª           | 2022          | 24    | 4     | 3      | —                | —                | —                | 1                     | 0                     | 0                     | 25    | 4     | 3      | 0.16            |
| Sporting Cristal · Perú | 1.ª           | 2023          | 32    | 7     | 7      | 0                | 0                | 0                | 11                    | 1                     | 3                     | 43    | 8     | 10     | 0.19            |
| Sporting Cristal · Perú | 1.ª           | 2024          | 17    | 4     | 7      | 0                | 0                | 0                | —                     | —                     | —                     | 18    | 4     | 7      | 0.17            |
| Sporting Cristal · Perú | Total club    | Total club    | 90    | 15    | 18     | 4                | 1                | 0                | 20                    | 1                     | 3                     | 114   | 17    | 21     | 0.14            |
| Partizán Serbia         | 1.ª           | 2024-25       | 6     | 0     | 0      | 0                | 0                | 0                | 4                     | 0                     | 0                     | 10    | 0     | 0      | 0               |
| Partizán Serbia         | Total club    | Total club    | 6     | 0     | 0      | 0                | 0                | 0                | 4                     | 0                     | 0                     | 10    | 0     | 0      | 0               |
| Riga FC Letonia         | 1.ª           | 2025          | 16    | 2     | 5      | 0                | 0                | 0                | 1                     | 0                     | 1                     | 17    | 2     | 6      | 0.07            |
| Riga FC Letonia         | Total club    | Total club    | 16    | 2     | 5      | 0                | 0                | 0                | 1                     | 0                     | 1                     | 17    | 2     | 6      | 0.12            |
| Total carrera           | Total carrera | Total carrera | 110   | 16    | 23     | 4                | 1                | 0                | 24                    | 1                     | 3                     | 141   | 19    | 27     | 0.13            |

### Partidos con la selección absoluta
| Partidos internacionales | Partidos internacionales | Partidos internacionales | Partidos internacionales | Partidos internacionales | Partidos internacionales | Partidos internacionales      |
| Partido                  | Fecha                    | Ciudad                   | Local                    | Resultado                | Visitante                | Competición                   |
| ------------------------ | ------------------------ | ------------------------ | ------------------------ | ------------------------ | ------------------------ | ----------------------------- |
| 1                        | 12-09-2023               | Lima                     | Perú                     | 0:1                      | Brasil                   | Eliminatorias Mundial de 2026 |
| 2                        | 17-10-2023               | Lima                     | Perú                     | 0:2                      | Argentina                | Eliminatorias Mundial de 2026 |
| 3                        | 16-11-2023               | La Paz                   | Bolivia                  | 2:0                      | Perú                     | Eliminatorias Mundial de 2026 |
| 4                        | 21-11-2023               | Lima                     | Perú                     | 1:1                      | Venezuela                | Eliminatorias Mundial de 2026 |
| 5                        | 22-03-2024               | Lima                     | Perú                     | 2:0                      | Nicaragua                | Amistoso                      |
| 6                        | 14-06-2024               | Filadelfia               | El Salvador              | 0:1                      | Perú                     | Amistoso                      |
| 7                        | 21-06-2024               | Arlington                | Perú                     | 0:0                      | Chile                    | Copa América 2024             |

### Resumen estadístico
Actualizado al último partido jugado el 14 de junio de 2024.
| Competición           | Partidos | Goles | Promedio | Asistencias | Promedio |
| --------------------- | -------- | ----- | -------- | ----------- | -------- |
| Primera División      | 90       | 15    | 0.17     | 15          | 0.17     |
| Copas nacionales      | 4        | 1     | 0.25     | 0           | 0        |
| Copas internacionales | 20       | 1     | 0.05     | 3           | 0.11     |
| Selección absoluta    | 7        | 1     | 0.20     | 1           | 0.25     |
| Selección sub-20      | 11       | 2     | 0.17     | 2           | 0.17     |
| Total                 | 125      | 20    | 0.15     | 21          | 0.11     |

## Palmarés

### Torneos cortos
| Título          | Equipo           | País | Año  |
| --------------- | ---------------- | ---- | ---- |
| Torneo Apertura | Sporting Cristal | Perú | 2021 |

### Campeonatos nacionales
| Título                    | Equipo           | País | Año  |
| ------------------------- | ---------------- | ---- | ---- |
| Primera División del Perú | Sporting Cristal | Perú | 2020 |
| Copa Bicentenario         | Sporting Cristal | Perú | 2021 |

### Distinciones individuales
| Distinción                                   | Año  |
| -------------------------------------------- | ---- |
| Mejor jugador joven de la Liga 1 Betsson     | 2023 |
| Jugador del mes de marzo de Sporting Cristal | 2024 |